# Kilosa kwa Mpepo
Kilosa kwa Mpepo è una circoscrizione rurale (rural ward) della Tanzania situata nel distretto di Ulanga, regione di Morogoro. Conta una popolazione di 3 253 abitanti (censimento 2012).